# 𫙮魚坑溪
𫙮魚坑溪，又作鮚魚坑溪、傑魚坑溪、桀魚坑溪、八分溪，是位於臺灣新北市瑞芳區傑魚里的一條溪流，為基隆河支流。該溪發源於傑魚里八分寮頂南側山區，從八分寮附近開始一路順著瑞平公路、坑子內路、傑魚坑路，再穿過中山路（基隆－平溪），於瑞芳車站西側的台鐵深澳線和宜蘭線鐵路分叉處相思嶺附近注入基隆河。傑魚坑溪和深澳坑溪對向一南一北注入基隆河。
𫙮魚，又作鮚魚、傑魚、桀魚，即今日之香魚。

## 外部連結
- 中華民國經濟部水利署基隆河整體治理計畫